# Далянь Цяньчжао
«Далянь Цяньчжао» или «Далянь Чанджой», «Далянь Боян» (кит. 大连千兆足球俱乐部) — бывший китайский футбольный клуб из провинции Ляонин, город Далянь, принимавший участие в розыгрыше второй лиги Китая по футболу. Создан 20 августа 2015 года после покупки бывшего футбольного клуба «Далянь Торнадо». Выступал на стадионе Цзиньчжоу вместимостью 30,775 человек.

## История клуба
«Далянь Чанджой» был основан 20 августа 2015 года. В январе 2016 года компания «Dalian Boyang Construction Engineering» официально купила футбольный клуб «Далянь Торнадо» и изменила название на «Далянь Боян». Однако в 2016 году из-за регламента Любительской лиги команда не смогла выйти во вторую лигу напрямую. Команда в итоге финишировала первой, обыграв в финале «Шэньси Чанъань» в серии пенальти и получила право выступать в сезоне 2017 года второй лиги. В сезоне 2017 года появился вариант названия команды «Далянь Боян» (Dalian Boyoung).
В феврале 2020 года клуб не смог подтвердить финансовые обязательства по зарплатам и бонусам и в итоге был расформирован. 

## Достижения
- Чемпион Любительской лиги Китая по футболу : 2016